# Evropska pot E59
| E 59 |

Evropska pot E59 je cesta in del vseevropskega cestnega omrežja, ki vodi iz Češke čez Avstrijo in Slovenijo na Hrvaško v dolžini 660 km.
Trasa: Praga (Češka) – Jihlava – Dunaj (Avstrija) – Gradec – Spielfeld/Šentilj (Slovenija)  – Maribor – Ptuj – Gruškovje/Macelj – Zagreb (Hrvaška)
V Avstriji sledi avtocesti A9 (Pyhrnska avtocesta), v Sloveniji pa avtocesti A1 in avtocesti A4.

## Češka
- D1 - Praga, Jihlava
- I/38 Znojmo

## Avstrija
- B 303 - Stockerau
- A22 – Dunaj
- A23
- A2 – Dunajsko Novo mesto, Gradec
- A9

## Slovenija
- Avtocesta A1 Slivnica pri Mariboru
- Avtocesta A4 (Draženci)
- Cesta G1-9 do MMP Gruškovje.
- Avtocesta A4 MMP Gruškovje (Odsek Draženci-MMP Gruškovje v načrtovanju)

## Hrvaška
- Avtocesta A2 (Hrvaška) Zagreb

## Priključki
| - E55 - E50 - E65 - E551 - E49 |  | - E60 - E66 - E57 - E70 |